# عامر (اسم)
عامر هو اسم علم عربي مذكر. يستخدم بشكل كبير عند العرب والمسلمين كإسم و كلقب ومعناه الكثير والوافر.